# Aristolochia ceresensis
Aristolochia ceresensis är en piprankeväxtart som beskrevs av Carl Ernst Otto Kuntze. Aristolochia ceresensis ingår i släktet piprankor, och familjen piprankeväxter. Inga underarter finns listade i Catalogue of Life.